# Ізабелла Медічі
Ізабелла Ромола де Медічі (італ. Isabella Romola de' Medici, 31 серпня 1542, Флоренція — 15 липня 1576, Черрето Ґвіді) — була дочкою Козімо I де Медічі (1519—1574), першого великого герцога Тоскани, і Елеонори ді Толедо (1522—1562), доньки Педро Альвареса де Толедо, маркіза Вільяфранка, віце-короля Неаполя.

## Життєпис
Ізабелла Ромола виростала спочатку в Палаццо Веккіо, пізніше на віллі Медічі в Кастелло на передмісті Флоренції. Там вона отримала освіту, як і її брати і сестри, у тому числі Франциск, який після смерті батька у 1574 році став великим герцогом Тосканським.
У 1558 році з політичних міркувань, батько Ізабелли влаштував її шлюб з Паоло Джордано I Орсіні, герцогом Браччанським, який належав до могутньої римської сім'ї Орсіні. Герцог був людиною жорстокою, запальною і егоїстичною. Однак, після одруження, Ізабелла залишалася в батьківському домі, зберігаючи незвичний ступінь незалежності для жінки тих часів.
Після смерті батька, Ізабелла була вбита при співучасті свого чоловіка Паоло Джордано I Орсіні і, ймовірно, її брата Франческо, нового Великого герцога, на віллі Черрето Ґвіді, недалеко від Флоренції. 15 липня 1576 року Ізабелла Медічі була задушена мальтійським лицарем Массімо, другом сім'ї Орсіні. Це була, швидше за все, помста за перелюб з Троіло Орсіні, двоюрідним братом чоловіка. Троіло був убитий через кілька місяців у Парижі. Ізабелла Медічі була похована у безіменній могилі в базиліці Сан-Лоренцо у Флоренції.

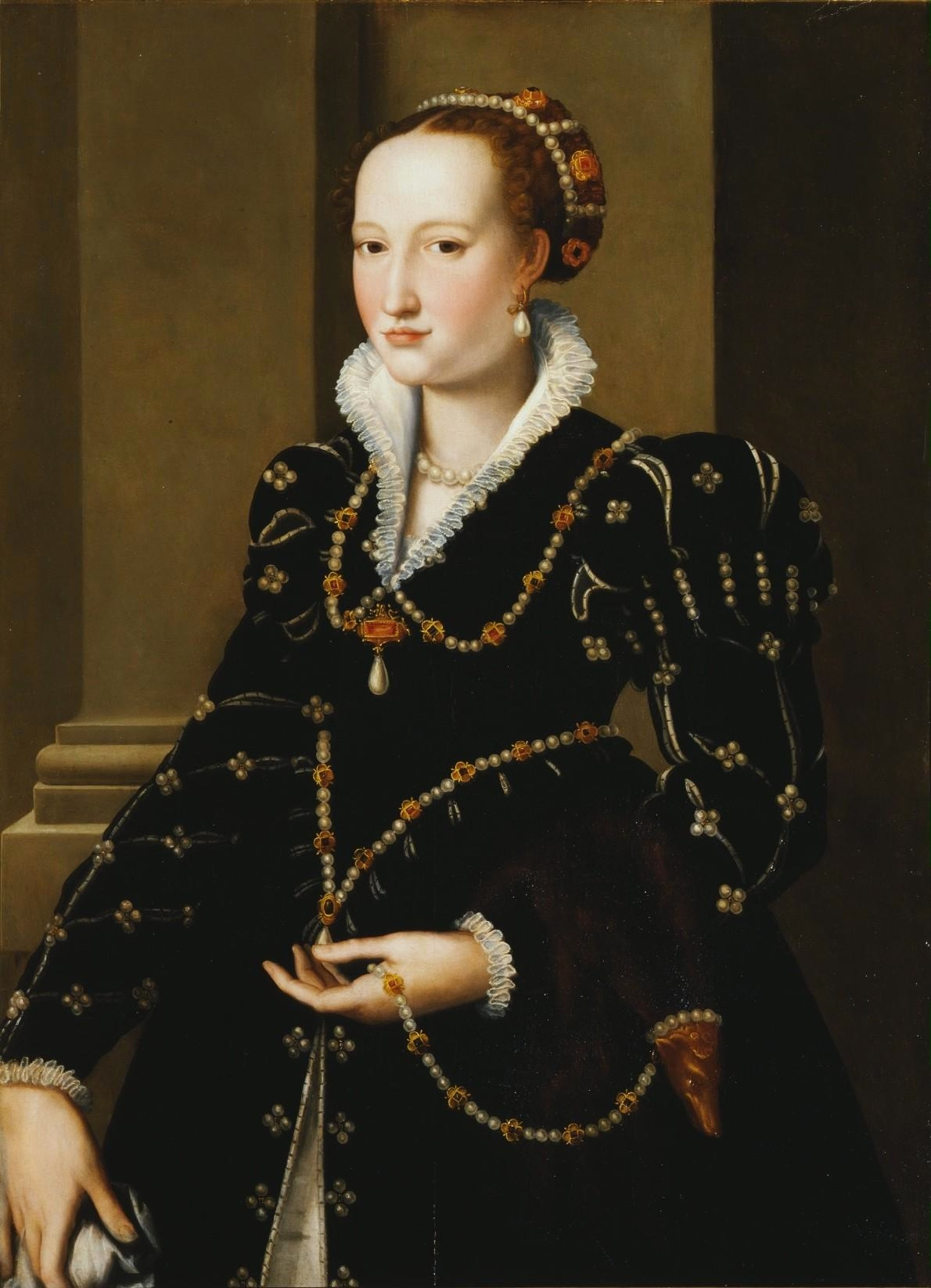
Портрет Ізабелли, герцогині Браччано. 1565

## Сім'я
У сім'ї Паоло Джордано I Орсіні і Ізабелли Медічі було дві дочки і син:
- Елеонора Орсіні (?-1634), вийшла заміж за Алессандро Сфорца (1572—1631) герцога Сеньї;
- Ізабелла Орсіні (1571—1572);
- Вірджініо Орсіні (1572—1615).

## Ізабелла Медічі в культурі
Історія про вбивство Ізабелли Медічі була широко використана в літературних творах: кривавій трагедії «Білий диявол» (1612) англійського драматурга Джона Вебстера (1580—1634), у історичному романі «Ізабелла Орсині: герцогиня Браччано» (1844) Франческо Доменіко Гверрацці (1804—1873) та історичному нарисі «Медичі» (1845) Олександра Дюма (1802—1870).